# Червоносільське
Червоносі́льське — село Іловайської міської громади Донецького району Донецької області, Україна.

## Загальні відомості
Відстань до Амвросіївки становить близько 24 км і проходить автошляхом Т 0509.
Територія села межує із землями с. Осикове Старобешівського району Донецької області.
Унаслідок російської військової агресії із серпня 2014 р. Червоносільське перебуває на території ОРДЛО.

## Війна на сході України
Під час війни на сході України село потрапило до зони бойових дій. 29 серпня 2014-го при відході з Іловайська російсько-терористичні війська почали розстріл українських сил у «зеленому коридорі». Солдат резерву батальйону «Донбас» Гордій Кіктенко піднявся на повний зріст із кулеметом у руках та почав стріляти в бік окупантів. Поранення були несумісні з життям — із великокаліберних кулеметів. «Газель» автоколони батальйону «Донбас» по дорозі із села Многопілля до Червоносільського зазнала прямого влучання. Померли вояки Сергій Джевага, Олексій Затилюк, Олексій Бакка, Дмитро Тимошенков, зазнав смертельних поранень Дмитро Карбан. В «УАЗі» № 459 загинув солдат Дмитро Кабалюк, тоді ж — старший лейтенант Леонід Петихачний. На околиці Червоносільського пожежна машина наштовхнулася на позицію російського танка Т-72 (6-а окрема танкова бригада збройних сил РФ), танк вистрелив прямою наводкою. «Тур» був у кабіні; загинув разом із «Редом», «Бані», «Восьмим», «Бірюком» та «Ахімом». Коли намагався полагодити один з автотранспортних засобів батальйону та відстрілювався, загинув від кулі снайпера молодший сержант Іван Ганя. Коли КАМАЗ батальйону «Донбас» вже доїжджав до Червоносільського, по ній вистрілив російський танк, кабіну розірвало, потім здетонував боєкомплект у кузові. Тоді загинули Рябов Руслан- «Руха», Владислав Стрюков—«Стаф», Віктор Дмитренко-«ВДВ», Олег Уляницький—«Контра», Артур Чолокян—«Кавказ», Сергій Дятлов—«СВД», Маламуж Олександр—«Рус», Василь Білий—«Лисий», Володимир Ложешніков—«Ест»,. Від больового шоку помер старший сержант Олексій Буравчиков. Під Червоносільським загинули солдати 39-го батальйону «Дніпро-2» Сергій Ністратенко й Олександр Самосадов. Група бійців 3-го окремого полку вела бій із чисельно переважаючим ворогом, вояки убили чимало терористів, солдат Дмитро Панченко надавав допомогу пораненим, витягував та відстрілювався; загинули прапорщик Віктор Карнаух, сержанти Максим Кривенко й Дмитро Придатко. Десант 93-ї бригади на БМП № 132 — разом з автомобілями батальйону «Донбас» в'їхали на околицю Червоносільського, де по ньому терористами випущено 3 ПТУРи. Два не поцілило, третій влучив у БМП. Солдата Віктора Ходака важко поранило, через деякий час він помер у будинку — загорілася будівля від потрапляння снаряду. У БМП тоді ж загинули солдати Олексій Баланчук та Євген Петров. У правий бік ЗІЛа батальйону «Донбас» влучив снаряд із ПТРК «Фагот», ще один потрапив у двигун. Загинули Берег, Утьос, Варг, Череп та Арсенал. Від поранень у Червоносільському помер солдат 93-ї бригади Сергій Ясногор; полягли Роман Діллер, Юрій Дудка, Микола Прохоров. Сержант Андрій Ваховський-«Браво» їхав у кузові автомобіля КРАЗ; коли російські десантники відкрили вогонь по колоні, відстрілювався з автомата, вбитий кулеметною чергою. У тому ж КРАЗі загинули «Броня» та «Еней». 29 серпня солдат батальйону «Донбас» Олександр Глуходід переміщався у кузові білої «Газелі» зі складу автоколони батальйону «Донбас». По дорозі між селами Многопілля та Червоносільське колону обстріляли російські військові з кулеметів. Глуходід забезпечував відхід підрозділу, зазнав важкого поранення, випав із машини. Дещо пізніше його підібрали побратими та перенесли до Червоносільського; надвечір 30 серпня помер від поранень. Тіло Олексія російські солдати кинули на полі неподалік від Кутейникового, де ночували полонені бійці батальйону «Донбас». 4-те відділення 3-го взводу 3-ї роти батальйону «Донбас» було обстріляно російськими військовими, «Нац» віддав команду відділенню покинути машину та бігти в укриття, сам побіг попереду бійців, загинув від кулі в серце. Відстрілюючись, поліг Дмитро Мартьянов. При спробі вибратися самостійно 29-30 серпня загинув вояк «Донбасу» Андрій Шевчук, поліг солдат Сергій Дятлов, солдат 42-го батальйону Володимир Бражник, молодший сержант 3-го окремого полку Віталій Волкотруб.

## Населення

### Мова
Розподіл населення за рідною мовою за даними перепису 2001 року:
| Мова       | Кількість | Відсоток |
| ---------- | --------- | -------- |
| українська | 91        | 72.22%   |
| російська  | 33        | 26.19%   |
| румунська  | 2         | 1.59%    |
| Усього     | 126       | 100%     |

За даними перепису 2001 року населення села становило 126 осіб, з них 72,22 % зазначили рідною українську мову, 26,19 % — російську, а 1,59 % — молдовську мову.